# Meesaganahalli, Bangalore North
Meesaganahalli là một làng thuộc tehsil Bangalore North, huyện Bangalore Urban, bang Karnataka, Ấn Độ.